# Ensemble Barcarole
L'Ensemble Barcarole est un ensemble français de musique baroque fondé en 1997.

## Historique
L'Ensemble Barcarole a été fondé en 1997 par la soprano française Agnès Mellon et le claveciniste Kenneth Weiss.
Avec cet ensemble, Agnès Mellon (qui fut l'une des sopranos baroques les plus en vue durant les années 1980) fit en 2005 un retour au disque salué par la critique.
Le 31 juillet 2012, après quinze ans de collaboration, Agnès Mellon dissout le groupe par manque de temps et d'énergie pour ses multiples projets.

## Membres de l'ensemble
- Agnès Mellon (soprano)
- Amélie Michel (flûte traversière)
- Alice Piérot (violon)
- Claire Giardelli (violoncelle)
- Éric Bellocq (luth baroque et théorbe)
- Kenneth Weiss (clavecin et orgue)
- Richard Boothby (viole de gambe)

## Discographie
- 2004-2005 : les Déesses outragées (CD Alpha 068) :
  - Louis-Nicolas Clérambault : cantates Léandre et Héro et Médée
  - Philippe Courbois : cantate Ariane
  - François Colin de Blamont : cantate Circé
- 2010
  - Monteverdi : Parole e querele d’amore. Sances, Strozzi, Rognoni… Madrigali a due voci[2], Agnès Mellon, Dominique Visse, Ensemble Barcarole. Zig-Zag Territoires